# فلاديمير أوتاشفيتش
فلاديمير أوتاشفيتش (بالصربية: Владимир Оташевић)‏ هو لاعب كرة قدم صربي في مركز الدفاع، ولد في 8 يونيو 1986 في Nova Varoš ‏ في صربيا. لعب مع سبارتاك سوبتيتسا وملادوست لوتشاني ونادي ميتالاك.

## وصلات خارجية
- فلاديمير أوتاشفيتش على موقع قاعدة بيانات كرة القدم.إي يو (الإنجليزية)
- فلاديمير أوتاشفيتش على موقع Soccerbase.com (لاعب) (الإنجليزية)
- فلاديمير أوتاشفيتش على موقع Soccerway.com (الإنجليزية)
- فلاديمير أوتاشفيتش على موقع عالم كرة القدم.نت (الإنجليزية)